# Бутембо
Бутембо (фр. Butembo) — місто в провінції Північне Ківу Демократичної Республіки Конго.

## Географія
Місто розташоване на захід від національного парку Вірунга, на висоті 1381 м над рівнем моря.

### Клімат
Бутембо знаходиться у зоні, котра характеризується морським кліматом (близькість до екватора пом'якшується значною висотою відносно рівня моря). Найтепліший місяць — квітень із середньою температурою 17.2 °C (63 °F). Найхолодніший місяць — липень, із середньою температурою 15.9 °С (60.6 °F).
| Клімат Бутембо          | Клімат Бутембо | Клімат Бутембо | Клімат Бутембо | Клімат Бутембо | Клімат Бутембо | Клімат Бутембо | Клімат Бутембо | Клімат Бутембо | Клімат Бутембо | Клімат Бутембо | Клімат Бутембо | Клімат Бутембо | Клімат Бутембо |
| Показник                | Січ.           | Лют.           | Бер.           | Квіт.          | Трав.          | Черв.          | Лип.           | Серп.          | Вер.           | Жовт.          | Лист.          | Груд.          | Рік            |
| Середня температура, °C | 16,4           | 16,7           | 17             | 17,2           | 17,2           | 16,4           | 15,9           | 16,2           | 16,5           | 16,6           | 16,4           | 16,3           | 16,6           |
| Норма опадів, мм        | 85.7           | 86.1           | 154            | 154.6          | 107.6          | 69.1           | 60.9           | 107.7          | 107.3          | 121            | 129.3          | 100.2          | 1283.5         |
| Днів з опадами          | 13,7           | 14,5           | 18,1           | 21,7           | 19,7           | 10,3           | 9,1            | 11,7           | 16,6           | 20,3           | 20             | 16,5           | 192,2          |
| Вологість повітря, %    | 80.9           | 79.9           | 80             | 80.5           | 81.5           | 82.1           | 82.3           | 82.3           | 81.4           | 81.7           | 82.2           | 82.2           | 81.4           |
| ----------------------- | -------------- | -------------- | -------------- | -------------- | -------------- | -------------- | -------------- | -------------- | -------------- | -------------- | -------------- | -------------- | -------------- |
| Джерело: Weatherbase    |                |                |                |                |                |                |                |                |                |                |                |                |                |

## Історія
До громадянської війни Бутембо був важливим торговим центром з великим ринком, собором, невеликою лікарнею та аеропортом, район Бутембо був відомий виробництвом чаю та кави. За оцінками на 2012 рік чисельність населення міста становила 217 625 осіб.
У місті розташована 2-я змішана бригада збройних сил ДР Конго. У 1989 році в Бутембо був заснований католицький університет Université Catholique du Graben (UCG). У 2006 році в місті був побудований готель, хоча він не відрізняється порівняно хорошим сервісом, але це місце вважається безпечним для проживання іноземців. Починаючи з 2007 року Бутембо і його околиці можна розглянути за допомогою Google Maps.
У вересні 2008 року Бутембо був охоплений заворушеннями, які спалахнули після футбольного матчу між командами Socozaki і Nyuki System. В результаті було вбито 13 і поранено 36 осіб.